# ناحیه مرکزی، شهرستان باند، ایلینوی
ناحیه مرکزی، شهرستان باند، ایلینوی (به انگلیسی: Central Township) یک منطقهٔ مسکونی در ایالات متحده آمریکا است که در شهرستان باند، ایلینوی واقع شده‌است. ناحیه مرکزی ۸٬۰۱۳ نفر جمعیت دارد و ۱۷۳ متر بالاتر از سطح دریا واقع شده‌است.